# Caiophora deserticola
Caiophora deserticola là một loài thực vật có hoa trong họ Loasaceae. Loài này được Weigend & Mark.Ackermann mô tả khoa học đầu tiên năm 2007.